# André Numès Fils
André Nunès dit André Numès Fils ou Numès Fils, né le 9 novembre 1896 à Paris VIIIe et mort le 7 janvier 1972 à Asnières-sur-Seine (Hauts-de-Seine), est un comédien français.

## Biographie
Fils de l'acteur, réalisateur et scénariste Armand Numès dit Numès (1857-1933), il était marié à l'actrice du cinéma muet Yo Maurel (1900-1985).
Il n'est pas sûr qu'il soit inhumé aux côtés de son père au cimetière ancien d'Asnières-sur-Seine (Hauts-de-Seine), car son nom figure dans la sépulture de la famille Nussbaumer, au côté de l'acteur Jacques Baumer, au cimetière du Père Lachaise.[réf. nécessaire]

## Filmographie
- 1930 : Au coin perdu de Robert Péguy - court métrage : Baptiste
- 1931 : Amour et Discipline de Jean Kemm : l'ordonnance Perot
- 1932 : Service de nuit d'Henri Fescourt : Laplotte
- 1932 : Chouchou poids plume de Robert Bibal : Philibert
- 1932 : Direct au cœur de Roger Lion et Arnaudy : un officier
- 1932 : Photos de Abel Jacquin - moyen métrage -
- 1933 : Les Deux "Monsieur" de Madame de Abel Jacquin et Georges Pallu : le pharmacien
- 1934 : La Flambée de Jean de Marguenat : Justin
- 1934 : L'Oncle de Pékin de Jacques Darmont
- 1934 : Le Voyage de monsieur Perrichon de Jean Tarride
- 1934 : Les Affaires publiques de Robert Bresson - court métrage : un badaud
- 1935 : Bonne chance de Sacha Guitry : Prosper
- 1935 : Mademoiselle Mozart de Yvan Noé
- 1935 : Monsieur Sans-Gêne / Le satyre de Karl Anton
- 1935 : Retour au paradis / Vacances de Serge de Poligny
- 1936 : Le Grand Refrain de Yves Mirande
- 1936 : Les Hommes nouveaux de Marcel L'Herbier : Roussignol
- 1936 : Messieurs les ronds-de-cuir de Yves Mirande : Sainthomme
- 1936 : Toi, c'est moi de René Guissart
- 1937 : Le Cantinier de la coloniale de Henry Wulschleger
- 1937 : Ces dames aux chapeaux verts de Maurice Cloche : Emile Duthoit
- 1937 : Ma petite marquise de Robert Péguy
- 1937 : Une femme sans importance de Jean Choux
- 1938 : Belle étoile de Jacques de Baroncelli : Charlot
- 1938 : Deux de la réserve de René Pujol
- 1938 : J'étais une aventurière (ou Les grands moyens) de Raymond Bernard : le cousin Edouard
- 1938 : Katia de Maurice Tourneur : un consommateur
- 1938 : Monsieur Coccinelle de Dominique Bernard-Deschamps : un joueur de billard
- 1938 : Le Petit Chose de Maurice Cloche : le sous-préfet
- 1938 : Retour à l'aube'Trois Valses (film)' de Henri Decoin : le notaire
- 1938 : Trois Valses de Ludwig Berger : le pompier
- 1939 : Face au destin de Henri Fescourt : le copain
- 1939 : L'Homme qui cherche la vérité d'Alexandre Esway
- 1939 : Narcisse de Ayres d'Aguiar
- 1939 : Le Paradis des voleurs de Lucien-Charles Marsoudet : le machiniste
- 1939 : Pièges de Robert Siodmak : le spectateur barbu
- 1939 : Sixième étage de Maurice Cloche
- 1940 : Le Président Haudecœur de Jean Dréville : Brouillon
- 1940 : Ceux du ciel de Yvan Noé : le comptable
- 1941 : Le Duel de Pierre Fresnay : le fou
- 1945 : Les Enfants du Paradis de Marcel Carné : l'homme à qui l'on vole sa montre
- 1945 : Vingt-quatre Heures de perm' de Maurice Cloche
- 1945 : Les J3 de Roger Richebé
- 1945 : Le Roi des resquilleurs de Jean Devaivre : le client ahuri
- 1946 : Les Clandestins / Danger de mort de André Chotin
- 1946 : On ne meurt pas comme ça de Jean Boyer
- 1946 : Le destin s'amuse de Emil-Edwin Reinert : Soulier
- 1947 : Les Aventures des Pieds Nickelés de Marcel Aboulker : un gardien
- 1947 : Quai des Orfèvres de Henri-Georges Clouzot : un inspecteur
- 1948 : L'assassin est à l'écoute de Raoul André : M. Laurence
- 1949 : Miquette et sa mère de Henri-Georges Clouzot : le garçon
- 1949 : Les Nouveaux Maîtres de Paul Nivoix
- 1949 : Le 84 prend des vacances de Léo Joannon : le pêcheur
- 1949 : Le Trésor de Cantenac de Sacha Guitry : Gustave
- 1950 : Casimir de Richard Pottier : l'huissier de la société Prima
- 1950 : Le clochard milliardaire de Léopold Gomez : le médecin
- 1950 : Justice est faite de André Cayatte : le secrétaire
- 1950 : Souvenirs perdus de Christian Jaque - dans le sketch  La statuette d'Osiris : l'industriel
- 1950 : Tu m'as sauvé la vie de Sacha Guitry : Eugène Labouille
- 1950 : Boniface somnambule de Maurice Labro - Jules, le valet de chambre du grand hôtel
- 1951 : Les Nuits de Paris de Ralph Baum : le concierge
- 1951 : Pas de vacances pour Monsieur le Maire de Maurice Labro : le greffier
- 1951 : Un amour de parapluie de Jean Laviron - court métrage -
- 1952 : Au diable la vertu de Jean Laviron : l'agent apportant la convocation
- 1952 : Le Plus Heureux des hommes d'Yves Ciampi : le mangeur de cacahuètes
- 1952 : Le Témoin de minuit de Dimitri Kirsanov : l'agent de police
- 1952 : Week-end à Paris (Innocents in Paris) de Gordon Parry : le maître d'hôtel
- 1952 : Le Rideau rouge / Ce soir on joue Macbeth de André Barsacq
- 1953 : Adam est... Ève de René Gaveau : le commissaire
- 1953 : Le Chasseur de chez Maxim's d'Henri Diamant-Berger : M. Amédée, le représentant des pompes funèbres
- 1954 : Cadet Rousselle de André Hunebelle : l'aubergiste des « Trois Pichets »
- 1954 : Madame du Barry de Christian Jaque : l'huissier
- 1954 : Les Fruits de l'été de Raymond Bernard
- 1955 : French Cancan de Jean Renoir : le voisin
- 1955 : L'Affaire des poisons de Henri Decoin : le greffier
- 1955 : Si Paris nous était conté de Sacha Guitry : un Parisien
- 1956 : Bonsoir Paris, bonjour l'amour de Ralph Baum et H. Leitner
- 1956 : Paris Palace Hôtel de Henri Verneuil
- 1956 : Le Pays d'où je viens de Marcel Carné
- 1957 : Les Suspects de Jean Dréville : l'archiviste
- 1957 : Les trois font la paire de Clément Duhour : le secrétaire du commissaire
- 1958 : Le Grand Chef de Henri Verneuil : le promoteur
- 1958 : Les Motards de Jean Laviron : un espion
- 1960 : Les Héritiers de Jean Laviron : un ouvrier
- 1961 : Une blonde comme ça de Jean Jabely
- 1965 : L'Or du duc de Jacques Baratier et Bernard Toublanc-Michel
- 1967 : Les Compagnons de la marguerite, de Jean-Pierre Mocky : l'avocat général
- 1968 : La Grande Lessive (!) de Jean-Pierre Mocky : le proviseur

## Théâtre
- 1926 : La Famille Lavolette d'Eugène Brieux, théâtre des Nouveautés
- 1930 : Cœur d'Henri Duvernois, théâtre des Nouveautés
- 1930 : Langrevin père et fils de Tristan Bernard, mise en scène Jacques Baumer, théâtre des Nouveautés
- 1932 : Amitié de Michel Mourguet, mise en scène Raymond Rouleau, théâtre des Nouveautés
- 1932 : Le Sexe fort de Tristan Bernard, théâtre des Nouveautés
- 1932 : Signor Bracoli de Jacques Deval, mise en scène Lucien Rozenberg, théâtre des Nouveautés
- 1949 : Le Bouillant Achille de Paul Nivoix, mise en scène Robert Dhéry, théâtre des Variétés
- 1950 : La neige était sale de Frédéric Dard d'après Georges Simenon, mise en scène Raymond Rouleau, théâtre de l'Œuvre
- 1960 : Carlotta de Miguel Mihura, mise en scène Jacques Mauclair,  théâtre Édouard VII